# District de Vellore
Le district de Vellore est un district de l'état du Tamil Nadu, dans le sud de l'Inde.

## Géographie
Sa capitale est Vellore.
La superficie du district est de 6075 km². En 2011, il comptait 3 936 331 habitants.